# Tzena, Tzena, Tzena
Tzena, Tzena, Tzena est une chanson composée par Issachar Miron (né Stefan Michrovsky) sur des paroles écrites en hébreu par Jehiel Hagges (Yechiel Chagiz). (Voici la signification approximative de ces paroles :
« Montrez-vous, jeunes femmes, venez-voir les soldats de notre camp, n'ayez pas peur d'un brave garçon, un homme de l'armée. »)
Né en 1920, Miron quitte sa Pologne natale à l'âge de 19 ans. En 1941 et alors qu'il sert dans les forces britanniques au sein de la brigade juive, il écrit une mélodie pour accompagner les paroles de Chagiz. La chanson rencontre le succès en Palestine et est diffusée par la radio Kol Israel.
En 1950, le compositeur américain Gordon Jenkins fait un arrangement sur la chanson pour le groupe The Weavers, qui l'enregistre avec l'orchestre de Jenkins en face B d'un disque dont la face A est Goodnight Irene. Le disque, édité par Decca Records, est très bien accueilli: Goodnight Irene est classée numéro 1 par le Billboard magazine et Tzena, Tzena, Tzena numéro 2.
La firme Cromwell Music Inc. revendique les droits de la chanson, prétendant que celle-ci aurait été composée par une personne dénommée Spencer Ross. Mills Music, Inc., la société éditrice de Miron poursuit Cromwell en justice et gagne. L'argument développé par Cromwell selon lequel la mélodie reposerait en tout état de cause sur une chanson folklorique traditionnelle et serait par conséquent dans le domaine public est également rejeté par la juridiction saisie du litige.
Dans les années 1980, la folk star israélienne Ran Eliran enregistre la chanson sur un disque qui comprend 14 autres compositions de Miron intitulé  "Sing to Me Eretz Yisrael." D'autres artistes ont également enregistré leur version de Tzena, Tzena, Tzena: Vic Damone, Mitch Mitchell et son orchestre, Pete Seeger (ex-membre des Weavers), Connie Francis, Arlo Guthrie...

## Référence
- (en) Cet article est partiellement ou en totalité issu de l’article de Wikipédia en anglais intitulé « Tzena, Tzena, Tzena » (voir la liste des auteurs).